# قرار ملاقات با یک دختر تنها
قرار ملاقات با یک دختر تنها (به انگلیسی: A Date with a Lonely Girl) یک فیلم سینمایی درام آمریکایی به کارگردانی هربرت راس و نویسندگی، تهیه کنندگی پیتر هایمز محصول سال ۱۹۷۱ با بازی کندیس برگن، پیتر بویل، مارسیا رود و جیمز کان است.

## خلاصه داستان
داستان این فیلم روی یک زن جوان ساده لوح متمرکز است که با امید یافتن عشق و زندگی حرفه‌ای به شیکاگو نقل مکان می‌کند.

## بازیگران اصلی
- کندیس برگن در نقش: تی‌آر باسکین
- پیتر بویل در نقش: جک میچل
- جیمز کان در نقش: لری مور
- مارسیا رود در نقش: دیل ویگودا
- هوارد پلات در نقش: آرتور

## تولید
این فیلم در مکان‌های مختلف شیکاگو از جمله فروشگاه کارسون پری اسکات، هتل شرمان هاوس، برج چیس شیکاگو و کافی شاپ اوکانل در خیابان راش فیلمبرداری شده‌است.